# 한국의 사찰 목록 (가나다순)
다음은 한국의 사찰 목록인데, 총 932개의 사찰들이 나열되어 있다. 문화체육관광부의 2005년 5월 자 자료를 기본으로 하여 빠진 내용을 추가한 것들이다. 그러나 조선민주주의인민공화국의 사찰 현황은 극소수만이 포함되어 있다. 지역별로 찾기를 원하면 한국의 사찰 (지역별)을 참조할 것.

## 가
1. 가덕사(迦德寺) - 전북특별자치도 남원시 송동면 송내리 산143-1(태고종)
2. 가락정사 - 서울시 송파구 가락동 88-3 인창B/D 6층 (조계종)
3. 가산사(佳山寺) - 충청북도 옥천군 안내면 답양리 543 (조계종)
4. 가섭사(迦葉寺) - 충청북도 음성군 음성읍 용산리 산22 (조계종)
5. 가야사 - 충청남도 예산군 덕산면 상가리 176 (태고종)
6. 가야사 - 경상남도 창원시 마산합포구 진북면 영학리 832 (태고종)
7. 감추사 - 강원특별자치도 동해시 송정동 산12-1 (태고종)
8. 각연사 - 충청북도 괴산군 칠성면 태성리 38 (조계종)
9. 각화사 - 경상북도 봉화군 춘양면 석현리 559 (조계종)
10. 각화사 - 경기도 광주시 남종면 삼성리 474-4 (조계종)
11. 감로암 - 서울특별시 종로구 충신동 15 (조계종)
12. 감로암 - 서울특별시 동작구 흑석동 239 (조계종)
13. 감로암 - 전라남도 순천시 송광면 신평리 5 (조계종)
14. 감응사 - 경상북도 성주군 월항면 대산리 56 (조계종)
15. 감천사 - 부산광역시 연제구 연산4동 1112 (원효종)
16. 갑사 - 충청남도 공주시 계룡면 중장리 52 (조계종)
17. 갑장사 - 경상북도 상주시 지천동 산5 (조계종)
18. 강천사 - 충청북도 제천시 송학면 시곡리 산78 (선학원)
19. 강천사 - 전라북도 순창군 팔덕면 청계리 996 (조계종)
20. 개목사 - 경상북도 안동시 서후면 태장리 888 (조계종)
21. 개심사 - 충청북도 괴산군 괴산읍 동부리 428-1 (조계종)
22. 개심사 - 충청남도 서산시 운산면 신창리 1 (조계종)
23. 개심사 - 함경북도 명천군 칠보산
24. 개암사 - 전북특별자치도 부안군 상서면 감교리 714 (조계종)
25. 개운사 - 서울특별시 성북구 안암동5가 15 (조계종)
26. 개원사 - 경기도 광주시 남한산성면 산성리 198-5 (조계종)
27. 개천사 - 전라남도 화순군 춘양면 가동리 산480 (조계종)
28. 개태사 - 충청남도 논산시 연산면 천호리 108
29. 거동사 - 경상북도 영천시 자양면 보현 1683 (조계종)
30. 건봉사 - 강원특별자치도 고성군 거진읍 냉천리 36 (조계종)
31. 견성암 - 경기도 남양주시 진건읍 송능리 3 (조계종)
32. 경국사 - 서울특별시 성북구 정릉동 753 (조계종)
33. 경산포교당 - 경상북도 경산시 삼북동 61 (조계종)
34. 경흥사 - 경상북도 경산시 남천면 산전리 806 (조계종)
35. 계승사 - 경상남도 고성군 영현면 대법리 산17-1 (조계종)
36. 계원사 - 경상남도 양산시 중부동 74 (조계종)
37. 계조암 - 강원특별자치도 속초시 설악동 산40 (조계종)
38. 고견사 - 경상남도 거창군 가조면 수월리 1 (조계종)
39. 고란사 - 충청남도 부여군 부여읍 쌍북리 산1 (조계종)
40. 고림사 - 전북특별자치도 진안군 진안읍 군상리 1161 (조계종)
41. 고방사 - 경상북도 김천시 농소면 봉곡리 485 (조계종)
42. 고산사 - 충청남도 홍성군 결성면 무량리 30-36
43. 고산사 - 충청북도 제천시 덕산면 신현리 1653
44. 고산사 - 대전광역시 동구 대성동 3 (조계종)
45. 고석사 - 경상북도 포항시 남구 장기면 방산2리 887 (조계종)
46. 고성사 - 전라남도 강진군 강진읍 남성리 산4 (조계종)
47. 고운사 - 경상북도 의성군 단촌면 구계리 (조계종)
48. 곤로사 - 경상북도 영주시 풍기읍 삼가리 391 (조계종)
49. 광흥사 - 경상북도 안동시 서후면 재품리 813 (조계종)
50. 공림사 - 충청북도 괴산군 청천면 사담리 산11 (조계종)
51. 관룡사 - 경상남도 창녕군 창녕읍 옥천리 292 (조계종)
52. 관암사 - 대구광역시 동구 능성동 산1-3 (태고종)
53. 관음사 - 강원특별자치도 강릉시 금학동 29 (조계종월정사포교당)
54. 관음사 - 제주특별자치도 제주시 아라동 387 (조계종)
55. 관음사 - 전라남도 곡성군 오산면 신세리 2 (조계종)
56. 관음사 - 경상북도 고령군 고령읍 연조리 206 (조계종)
57. 관음암 - 세종특별자치시 조치원읍 번암리 산2-4 (태고종)
58. 관음암 - 충청북도 보은군 속리산면 사내리 산1-1 (조계종)
59. 관음사 - 울산광역시 중구 태화동 404 (조계종)
60. 관음사 - 대구광역시 동구 도동 672 (조계종)
61. 관음사 - 서울특별시 관악구 남현동 519-3 (조계종)
62. 관촉사 - 충청남도 논산시 은진면 관촉리 254 (조계종)
63. 광덕사 - 충청남도 천안시 동남구 광덕면 광덕리 640 (조계종)
64. 광덕사 - 경상북도 상주시 외남면 구서리 산2-1 (법화종)
65. 광덕사 - 충청북도 증평군 도안면 광덕리 산21-1 (법화종)
66. 광명사 - 부산광역시 진구 범천2동 산44-19 (조계종)
67. 광산사 - 경상남도 창원시 마산회원구 내서읍 신감리 47 (조계종)
68. 구룡사 - 강원특별자치도 원주시 소초면 학곡2리 1029 (조계종)
69. 구천암 - 경상남도 김해시 생림면 생철리 산58-4 (조계종)
70. 구절사 - 충청북도 옥천군 군서면 상중리 31-4 (조계종)
71. 구절암 - 충청남도 홍성군 구항면 지정리 570-1 (조계종)
72. 국녕사 - 경기도 고양시 덕양구 북한동 416-8 (조계종)
73. 국형사 - 강원도 원주시 행구동 98 (조계종)
74. 귀신사 - 전라북도 김제시 금산면 청도리 81 (조계종)
75. 귀암사 - 전라북도 순창군 복흥면 봉덕리 374 (조계종)
76. 귀정사 - 전라북도 남원시 산동면 대상리 1042 (조계종)
77. 국청사 - 부산광역시 금정구 금성동 397 (조계종)
78. 규봉암 - 전라남도 화순군 이서면 영평리 산897 (조계종)
79. 광은사 - 경기도 김포시 대곶면 약암리 108-3 (조계종)
80. 기림사 - 경상북도 경주시 양북면 호암리 419 (조계종)
81. 김용사 - 경상북도 문경시 산북면 김용리 410 (조계종)
82. 극락사 - 경기도 광주시 양벌동 82 (조계종)
83. 극락사 - 경기도 용인시 처인구 원삼면 죽능리 385 (조계종)
84. 극락사 - 충청남도 당진시 채운동 78-6 (조계종)
85. 극락사 - 강원특별자치도 평창군 평창읍 중리 219 (조계종)
86. 극락사 - 전라북도 남원시 어현동 산85번지 (조계종)
87. 극락사 - 제주도 서귀포시 천지동 850번지 (조계종)
88. 극락사 - 제주도 제주시 한림읍 동명리 2151번지 (조계종)
89. 극락사 - 충청남도 논산시 연산면 연산리 52 (조계종)
90. 극락사 - 경기도 고양시 덕양구 벽제동 316-3  (조계종)
91. 극락사 - 서울특별시 중랑구 망우본동 73-10 (조계종)
92. 극락암 - 강원특별자치도 고성군 간성읍 교동리 280 (조계종)
93. 극락암 - 경상남도 창녕군 창녕읍 옥천리 397 (조계종)
94. 금단사 - 경기도 파주시 탄현면 성동리 산406 (조계종)
95. 금당사 - 전라북도 진안군 마령면 동촌리 41 (조계종)
96. 금정사 - 경기도 김포시 풍무동 산669 (조계종)
97. 금강암 - 충청남도 보령시 미산면 용수리 산59 (조계종)
98. 금곡사 - 전라남도 강진군 군동면 파산리 1012-2 (태고종)
99. 금곡사 - 경상북도 칠곡군 가산면 금화리 274 (조계종)
100. 금대암 - 경상남도 함양군 마천면 가흥리 산 17-1 (조계종)
101. 금둔사 - 전라남도 순천시 낙안면 상동리 3-2 (태고종)
102. 금봉암 - 경상남도 거창군 고재면 봉산리 산 236-1 (조계종)
103. 금산사 - 전라남도 신안군 압해읍 가룡리 산22-2 (태고종)
104. 금선사 - 전라북도 김제시 금산면 금산리 39 (조계종)
105. 금선사 - 서울특별시 종로구 구기동 196-1 (조계종)
106. 금성사 - 충청북도 영동군 영동읍 부용리 산7-2 (조계종)
107. 금수사 - 부산광역시 동구 초량동 843 (원효종)
108. 금용암 - 부산광역시 연제구 거재2동 1396-2 (조계종)
109. 금정사 - 경상북도 경주시 서면 천촌리 852 (조계종)
110. 금정선원 - 부산광역시 동래구 온천1동 282 (조계종)
111. 금지암 - 충청남도 부여군 내산면 금지리 산43 (조계종)
112. 금탑사 - 전라남도 고흥군 포두면 봉림리 700 (조계종)

## 나
1. 낙가사 - 강원특별자치도 강릉시 강동면 정동진리 산17 (조계종)
2. 낙산사 - 강원특별자치도 양양군 강현면 진전리 55 (조계종)
3. 남고사 - 전북특별자치도 전주시 완산구 동서학동 724 (조계종)
4. 남산사 - 전북특별자치도 정읍시 북면 남산리 610-1 (태고종)
5. 남원사 - 전북특별자치도 익산시 여산면 제남리 224 (조계종)
6. 남장사 - 경상북도 상주시 남장동 502 (조계종)
7. 남지장사 - 대구광역시 달성군 가창면 우륵리 865 (조계종)
8. 내소사 - 전북특별자치도 부안군 진서면 석포리 267 (조계종)
9. 내원사 - 경상남도 양산시 하북면 용연리 291 (조계종)
10. 덕산사(내원사) - 경상남도 산청군 삼장면 대포리 583 (조계종)
11. 내원사 - 서울특별시 성북구 정릉동 산1 (조계종)
12. 내원사 - 대전광역시 서구 도마동 4224-1 (태고종)
13. 내원사 - 충청남도 홍성군 장곡면 광성리 966 (조계종)
14. 내원암 - 전북특별자치도 부안군 위도면 치도리 361 (조계종)
15. 내원암 - 울산광역시 울주군 온양면 운하리 1312 (조계종)
16. 내원암 - 경기도 남양주시 별내면 청학리 103 (조계종)
17. 내장사 - 전북특별자치도 정읍시 내장동 590 (조계종)
18. 노적사 - 경기도 고양시 덕양구 북한동 331 (조계종)
19. 능가사 - 전라남도 고흥군 점암면 성기리 369 (조계종)

## 다
1. 다보사 - 전라남도 나주시 경현동 629 (조계종)
2. 다솔사 - 경상남도 사천시 곤명면 용산리 86 (조계종)
3. 다천사 - 전북특별자치도 정읍시 태인면 태흥리 163 (태고종)
4. 단호사 - 충청북도 충주시 단월동 455 (태고종)
5. 달마사 - 서울특별시 동작구 흑석동 61-34 (조계종)
6. 달성사 - 전라남도 목포시 죽교동 317 (조계종)
7. 대각사 - 서울특별시 종로구 봉익동 2 (조계종)
8. 대각사 - 충청북도 영동군 황란면 난곡리 523-1 (선교종)
9. 대경사 - 충청북도 음성군 소이면 비산리 573 (태고종)
10. 대곡사 - 경상북도 의성군 다인면 봉정리 894 (조계종)
11. 대둔사 - 경상북도 구미시 옥성면 옥관리 1090 (조계종)
12. 대둔사 - 경상북도 칠곡군 가산면 가산리 242 (조계종)
13. 대련사 - 충청남도 예산군 광시면 동산리 산11 (조계종)
14. 대모암 - 전북특별자치도 순창군 순창읍 백산리 산 31 (조계종)
15. 대비사 - 경상북도 청도군 금천면 박곡리 795 (조계종)
16. 대법사 - 경상남도 밀양시 무안면 중산리 산 50-6 (조계종)
17. 대법사 - 경기도 여주시 가남읍 안금리 98 (태고종)
18. 대복사 - 전북특별자치도 남원시 왕정동 283 (조계종)
19. 대산사 - 경상북도 청도군 각남면 옥산리 1134 (조계종)
20. 대성사 - 서울특별시 서초구 서초동 산140-2 (대각회)
21. 대성사 - 대구광역시 중구 서야동 1-1 (조계종)
22. 대승사 - 경상북도 문경시 산북면 전두리 8 (조계종)
23. 대성사 - 경기도 여주시 금사면 외평리 454 (법상종)
24. 대성사 - 충청북도 옥천군 옥천읍 교동리 297-6 (태고종)
25. 대성사 - 충청북도 옥천군 이원면 강청리 98-4 (태고종)
26. 대원사 - 충청북도 충주시 지현동 587-2 (조계종)
27. 대원사 - 경상남도 산청군 삼장면 유평리 2 (조계종)
28. 대원사 - 전라북도 완주군 구이면 원기리 997 (조계종)
29. 대원사 - 전라남도 보성군 문덕면 죽산리831 (조계종)
30. 대적사 - 경상북도 청도군 화양읍 송금리 156 (조계종)
31. 대전사 - 경상북도 청송군 부동면 상의리 200 (조계종)
32. 대조사 - 충청남도 부여군 임천면 구교리 761 (조계종)
33. 대흥사 - 전라남도 해남군 삼산면 구림리 799(조계종)
34. 대흥사 - 충청북도 진천군 진천읍 원덕리 산32 (조계종)
35. 덕사 - 경상북도 청도군 화양읍 소라리 산1 (조계종)
36. 덕암사 - 경기도 고양시 덕양구 북한동 515-19 (선학원)
37. 덕음암 - 전북특별자치도 남원시 어현동 176 (조계종)
38. 덕주사 - 충청북도 제천시 한수면 송계리 산31 (조계종)
39. 도갑사 - 전라남도 영암군 군서면 도갑리 산8 (조계종)
40. 도덕사 - 전라남도 무안군 무안읍 성암리 164-7 (조계종)
41. 도덕암 - 경상북도 경주시 안강읍 옥산리 1713 (조계종)
42. 도덕암 - 경상북도 칠곡군 동명면 구덕리 20-5 (조계종)
43. 도리사 - 경상북도 구미시 해평면 송곡리 403 (조계종)
44. 도림사 - 전라남도 곡성군 곡성읍 월봉리 327 (조계종)
45. 도선사 - 서울특별시 강북구 우이동 264 (조계종)
46. 도선암 - 전라남도 순천시 상사면 비촌리 705 (태고종)
47. 도성암 - 경상남도 창녕군 창녕읍 송현리 8 (조계종)
48. 도솔암 - 전라남도 해남군 송지면 월송리 달마산 (조계종)
49. 도솔암 - 전북특별자치도 고창군 아산면 (조계종)
50. 도솔암 - 울산광역시 북구 화봉동 30  (조계종)
51. 도장사 - 전라남도 해남군 황산면 관춘리 780 (조계종)
52. 도피안사 - 강원특별자치도 철원군 동송읍 관우리 450 (조계종)
53. 동고사 - 전북특별자치도 전주시 완산구 교동1가 산10-1 (태고종)
54. 동도사 - 경기도 용인시 처인구 이동면 어비리 (법화종)
55. 동악사 - 경상북도 예천군 예천읍 동본리 487 (태고종)
56. 동암 - 충청북도 보은군 속리산면 사내리 산1-1 (조계종)
57. 동해사 - 경상북도 상주시 서곡동 227-3 (조계종)
58. 동학사 - 충청남도 공주시 반포면 학봉리 789 (조계종)
59. 동혈사 - 충청남도 공주시 의당면 월곡리 산45 (조계종)
60. 동화사 - 전라남도 순천시 별량면 대룡리 282 (조계종)
61. 동화사 - 충청북도 청주시 서원구 남이면 문동리 150 (태고종)
62. 동화사 - 대구광역시 동구 도학동 35 (조계종)
63. 두방사 - 경상남도 진주시 문산읍 상문리 325 (조계종)

## 마
1. 마곡사 - 충청남도 공주시 사곡면 운암리 567 (조계종)
2. 마하사 - 부산광역시 연제구 연산6동 2039 (조계종)
3. 만어사 - 경상남도 밀양시 삼랑진읍 용전리 산4 (조계종)
4. 만일사 - 충청남도 천안시 서북구 성거읍 천흥리 산21
5. 만연사 - 전라남도 화순군 화순읍 동구리 179 (조계종)
6. 만기사 - 경기도 평택시 진위면 통천리 548 (조계종)
7. 만복사 - 전북특별자치도 김제시 신곡동 14 (태고종)
8. 만월암 - 서울특별시 도봉구 도봉1동 산29-1 (조계종)
9. 만의사 - 경기도 화성시 중동 140 (조계종)
10. 만일사 - 전북특별자치도 순창군 구림면 안정리 337
11. 만성사 - 충청북도 진천군 진천읍 지암리 262 (태고종)
12. 만장사 - 경상북도 의성군 비안면 산제리 1429 (조계종)
13. 망경암 - 경기도 성남시 수정구 복정동 553-1 (조계종)
14. 망운암 - 경상남도 남해군 남해읍 아산리 1413-1 (조계종)
15. 망월사 - 경상북도 경주시 배동 490 (원효종)
16. 망월사 - 경기도 광주시 중부면 산성리 14
17. 망월사 - 경기도 의정부시 호원동 413
18. 망일사 - 충청남도 서산시 대산읍 대산리 산146-6 (조계종)
19. 망해암 - 경기도 안양시 만안구 안양동 55-14 (조계종)
20. 망해사 - 전북특별자치도 김제시 진봉면 심포리 1004 (조계종)
21. 명봉사 - 경상북도 예천군 효자면 명봉리 501 (조계종)
22. 명성암 - 경기도 광주시 남종면 귀여리 551 (조계종)
23. 명주사 - 강원특별자치도 양양군 현북면 어성전리 488 (조계종)
24. 모운사 - 경상북도 안동시 남후면 겸암리 596 (조계종)
25. 모은암 - 경상남도 김해시 생림면 생철리 180 (조계종)
26. 몽운사 - 경상북도 포항시 남구 동해면 금광리 46-1 (조계종)
27. 묘각사 - 경상북도 영천시 자양면 용화리 산9 (조계종)
28. 묘각사 - 서울특별시 종로구 숭인동 178-3 (관음종)
29. 묘심사 - 부산광역시 동구 수정동 1174-8 (조계종)
30. 묘수사 - 경기도 수원시 팔달구 북수동 72 (법화종)
31. 묘적사 - 경기도 남양주시 와부읍 월문리 222 (조계종)
32. 무량사 - 경기도 고양시 덕양구 북한동 464-1 (법화종)
33. 무량사 - 충청남도 부여군 외산면 만수리 116 (조계종)
34. 무봉사 - 경상남도 밀양시 내일동 37 (조계종)
35. 무암사 - 충청북도 제천시 금성면 성내리 산1 (조계종)
36. 무위사 - 전라남도 강진군 성전면 월하리 1174 (조계종)
37. 무진암 - 충청남도 부여군 외산면 만수리 125-18 (조계종)
38. 무학사 - 경상북도 포항시 북구 기계면 문성리 산8-1 (조계종)
39. 문성암 - 전라남도 나주시 다도면 암정리 899-2 (조계종)
40. 문수사 - 경기도 김포시 월곶면 성동리 산37 (태고종)
41. 문수사 - 전북특별자치도 고창군 고수면 은사리 산190-1 (조계종)
42. 문수사 - 전북특별자치도 김제시 황산동 산6 (조계종)
43. 문수사 - 전북특별자치도 익산시 여산면 호산리 산 69 (조계종)
44. 문수사 - 충청남도 서산시 운산면 태봉리 40  (조계종)
45. 문수암 - 충청북도 옥천군 청성면 도장리 127-1 (조계종)
46. 문수사 - 서울특별시 종로구 구기동 산2 (조계종)
47. 문수사 - 울산광역시 울주군 청량면 율리 342 (조계종)
48. 문수암 - 경상남도 고성군 상리면 무선리 134  (조계종)
49. 미륵사 - 충청북도 증평군 증평읍 송산리 산1-5  (법화종)
50. 미륵사 - 경기도 용인시 소재 사찰
51. 미륵사 - 강원도 고성군 소재 사찰
52. 미륵사 - 전라남도 무안군 소재 사찰
53. 미륵사 - 충청남도 서산시 소재 사찰
54. 미륵사 - 충청남도 천안시 소재 사찰
55. 미륵사 - 충청남도 금산군 소재 사찰
56. 미륵사 - 충청남도 논산시 소재 사찰
57. 미륵사 - 광주광역시 북구 소재 사찰
58. 미륵사 - 서울특별시 은평구 소재 사찰
59. 미륵사 - 부산광역시 금정구 금성동 산1-1  (조계종)
60. 미륵사 - 전라남도 나주시 봉황면 철천리 산124  (조계종)
61. 미륵사 - 전라남도 보성군 율어면 유산리 553 (조계종)
62. 미륵사 - 전북특별자치도 익산시에 있었던 절
63. 미륵암 - 전북특별자치도 남원시 노암동 765-1  (태고종)
64. 미륵암 - 전북특별자치도 장수군 산서면 오산리 4-1  (태고종)
65. 미륵암 - 경기도 의정부시 고산동 647  (조계종)
66. 미륵정사 - 경기도 양평군 지평면 송현리 산91 (법화종)
67. 미타사 - 충청북도 음성군 소이면 비산리 84-12 (조계종)
68. 미타사 - 서울특별시 강서구 개화동 산81-13 (조계종)
69. 미타사 - 서울특별시 성동구 옥수동 395 (조계종)
70. 미타사 - 서울특별시 성북구 보문동3가 51 (조계종)
71. 미타암 - 경상남도 양산시 소주동 산171 (조계종)
72. 미황사 - 전라남도 해남군 송지면 서정리 247 (조계종)

## 바
1. 반룡사 - 경상북도 경산시 용성면 용전리 118 (조계종)
2. 반룡사 - 경상북도 고령군 쌍림면 용리 187 (조계종)
3. 반암사 - 경상북도 포항시 남구 동해면 고당리 736 (법화종)
4. 반야사 - 충청북도 영동군 황간면 우매리 151 (조계종)
5. 백담사 - 강원특별자치도 인제군 북면 용대리 690 (조계종)
6. 백련사 - 전라남도 강진군 도암면 만덕리 246 (조계종)
7. 백련사 - 전북특별자치도 무주군 설천면 삼공리 산107 (조계종)
8. 백련사 - 전라남도 구례군 용방면 죽정리 825 (조계종)
9. 백련사 - 충청북도 제천시 봉양면 명암리 산325 (조계종)
10. 백련사 - 서울특별시 강북구 수유동 산129-1 (태고종)
11. 백련사 - 인천광역시 강화군 하점면 부근리 231 (조계종)
12. 백련암 - 경상남도 의령군 가례면 개승리 792 (조계종)
13. 백련암 - 경기도 광주시 도척면 추곡리 25-1 (태고종)
14. 백련암 - 경기도 용인시 처인구 포곡읍 가실리 산43 (조계종)
15. 백련정사 - 강원특별자치도 인제군 인제읍 상동3리 383 (조계종)
16. 백률사 - 경상북도 경주시 동천동 406 (조계종)
17. 백양사 - 전라남도 장성군 북하면 약수리 26 (조계종)
18. 백양사 - 울산광역시 중구 성안동 819 (조계종)
19. 백운사 - 경기도 의왕시 왕곡동 산4-1 (조계종)
20. 백운사 - 전라남도 광양시 옥룡면 동곡리 112 (조계종)
21. 백운사 - 전라북도 익산시 여산면 호산리 산 65 (조계종)
22. 백운사 - 충청남도 보령시 성주면 성주리 35-2 (조계종)
23. 백운사 - 충청북도 괴산군 사리면 소매리 산20  (선학원)
24. 백운암 - 충청북도 충주시 엄정면 괴동리 223-2  (조계종)
25. 백운암 - 경상남도 김해시 상동면 여차리 산 175 (조계종)
26. 백족사 - 충청북도 청주시 상당구 가덕면 상야리 산22-1 (태고종)
27. 백화암 - 경기도 양주시 유양동 산40 (조계종)
28. 범어사 - 부산광역시 금정구 청룡동 546 (조계종)
29. 법광사 - 경상북도 포항시 북구 신광면 상읍리 875 (법화종)
30. 법륜사 - 경상북도 구미시 선산읍 죽장리 162 (조계종)
31. 법륜사 - 충청남도 예산군 삽교읍 313-35 (법륜종)
32. 법륜사 - 부산광역시 동래구 칠산동 239-2 (조계종)
33. 법성사 - 서울특별시 강서구 등촌동 산23-4 (태고종)
34. 법안사 - 서울특별시 강북구 우이동 산68-1 (원효종)
35. 법왕사 - 강원특별자치도 강릉시 구정면 어단리 926 (조계종)
36. 법인사 - 전북특별자치도 정읍시 금붕동 838 (태고종)
37. 법장사 - 대구광역시 남구 봉덕동 148 (조계종)
38. 법주사 - 경상북도 군위군 소보면 달산리 773 (조계종)
39. 법주사 - 충청북도 보은군 속리산면 사내리 209  (조계종)
40. 법천사 (목우암) - 전라남도 무안군 몽탄면 달산리 144 (조계종)
41. 법흥사 - 강원도 영월군 무릉도원면 법흥리 422-1 (조계종)
42. 법흥사 - 전라남도 영암군 금정면 안노리 4-2 (조계종)
43. 법화사 - 제주특별자치도 서귀포시 하원동 1071 (조계종)
44. 법화암 - 경상남도 창녕군 영산면 구계리 산37-1 (조계종)
45. 법흥사 - 경상남도 남해군 남해읍 북변리 595 (조계종)
46. 벽송사 - 경상남도 함양군 마천면 추성리 259 (조계종)
47. 보경사 - 경상북도 포항시 북구 송라면 증산리 622 (조계종)
48. 보광사 - 경기도 과천시 갈현동 산126-21 (조계종)
49. 보광사 - 경기도 남양주시 화도읍 가곡리 419 (조계종)
50. 보광사 - 경기도 파주시 광탄면 영장리 13 (조계종)
51. 보광사 - 경상북도 청송군 청송읍 덕리 429 (조계종)
52. 보광사 - 전라남도 광양시 광양읍 칠성리 485-5 (조계종)
53. 보광사 - 충청북도 괴산군 사리면 사담리 산1 (태고종)
54. 보광사 - 전라남도 담양군 금성면 외추리 산171-2 (조계종)
55. 보광사 - 서울시 강서구 화곡동 408-49 (조계종)
56. 보광사 - 강원도 횡성군 횡성읍 남산리 산16-5 (조계종)
57. 보광사 - 전라남도 함평군 함평읍 함평리 289 (조계종)
58. 보광사 - 서울특별시 강북구 우이동 산63-9 (조계종)
59. 보국사 - 경기도 평택시 서탄면 장등리 621 (태고종)
60. 보덕사 - 충청남도 당진시 석문면 삼화리 39-2 (조계종)
61. 보덕사 - 충청남도 예산군 덕산면 상가리 227 (조계종)
62. 보덕사 - 강원도 영월군 영월읍 영흥12리 1110 (조계종)
63. 보덕암 - 경상북도 경주시 양남면 나산리 848-1 (조계종)
64. 보리사 - 경상북도 경주시 배반동 산66 (조계종)
65. 보리암 - 전라남도 담양군 용면 월계리 산81-1 (조계종)
66. 보리암 - 경상남도 남해군 상주면 상주리 2065 (조계종)
67. 보림사 - 전라남도 장흥군 유치면 봉덕리 45 (조계종)
68. 보림사 - 경상남도 함양군 함양읍 운림리 289 (조계종)
69. 보림사 - 전라북도 정읍시 북면 보림리 939 (조계종)
70. 보문사 - 강원도 원주시 행구동 산105 (태고종)
71. 보문사 - 경상북도 예천군 보문면 수계리 158 (조계종)
72. 보문사 - 서울특별시 성북구 보문동 3가 168 (보문종)
73. 보문사 - 인천광역시 강화군 삼산면 매음리 629 (조계종)
74. 보문사 - 전라북도 전주시 완산구 중노송동 (태고종)
75. 보문사 - 지금은 경주시에 터만 남은 절 (사적 제390호)
76. 보살사 - 충청북도 청주시 상당구 용암동 7 (조계종)
77. 보석사 - 충청남도 금산군 남이면 석동리 78 (조계종)
78. 보적사 - 경기도 오산시 지곶동 150 (조계종)
79. 보천사 - 경상북도 구미시 해평면 해평리 526 (조계종)
80. 보타사 - 충청북도 증평군 증평읍 연탄리 산63-34 (태고종)
81. 보현사 - 충청북도 청주시 청원구 우암동 산25  (태고종)
82. 보현사 - 경상북도 청도군 청도읍 고수리 611-1  (태고종)
83. 보현사 - 강원특별자치도 강릉시 성산면 보광리 산544 (조계종)
84. 보흥사 - 전라북도 진안군 마령면 강정리 23 (태고종)
85. 복암사 - 전라남도 나주시 다시면 가운리 419 (조계종)
86. 복전선원 - 대전광역시 중구 석교동 산17-1 (선학원)
87. 복천사 - 충청북도 제천시 교동 산9-1 (선학원)
88. 복천암 - 충청북도 보은군 속리산면 사내리 산1-1 (조계종)
89. 복천암 - 충청북도 청주시 상당구 수동 5-2  (태고종)
90. 봉곡사 - 경상북도 김천시 대덕면 조룡리 881 (조계종)
91. 봉곡사 - 충청남도 아산시 송악면 유곡리 595 (조계종)
92. 봉국사 - 서울특별시 성북구 정릉동 637 (조계종)
93. 봉국사 - 경기도 성남시 수정구 태평2동 216-2 (조계종)
94. 봉래사 - 전라남도 고흥군 봉래면 신금리 산156 (조계종)
95. 봉령사 - 경기도 수원시 팔달구 우만동 248 (조계종)
96. 봉림사 - 경상북도 영천시 화북면 자천리 2372 (조계종)
97. 봉림사 - 경기도 화성시 남양읍 북양리 642 (조계종)
98. 봉복사 - 강원특별자치도 횡성군 청일면 신대리 138 (조계종)
99. 봉서사 - 경상북도 안동시 북후면 옹천리 764 (조계종)
100. 봉서사 - 전라북도 완주군 용진읍 간중리 산2  (태고종)
101. 봉서사 - 충청남도 서천군 한산면 1195 (조계종)
102. 봉선사 - 경기도 남양주시 진접읍 부평리 255 (조계종)
103. 봉암사 - 경상북도 문경시 가은읍 원복리 485 (조계종)
104. 봉영사 - 경기도 남양주시 진접읍 내각리 148 (조계종)
105. 봉은사 - 서울특별시 강남구 삼성동 73 (조계종)
106. 봉정사 - 경상북도 안동시 서후면 태장리 901 (조계종)
107. 봉정사 - 충청남도 청양군 비봉면 신원리 산113  (선학원)
108. 봉정암 - 강원특별자치도 인제군 북면 용대리 산76 (조계종)
109. 봉학사 - 충청북도 충주시 가금면 장천리 산73 (태고종)
110. 봉황사 - 경상북도 안동시 임동면 수곡리 563 (조계종)
111. 부귀암 - 경상북도 영천시 신령면 왕산리 산1050 (조계종)
112. 부석사 - 경상북도 영주시 부석면 복지리 148 (조계종))
113. 부석사 - 충청남도 서산시 부석면 취평리 100 (조계종)
114. 부인사 - 대구광역시 동구 신무동 356 (조계종)
115. 북고사 - 전라북도 무주군 무주읍 읍내리 520 (조계종)
116. 북장사 - 경상북도 상주시 내서면 북장리 38 (조계종)
117. 북지장사 - 대구광역시 동구 도학동 620 (조계종)
118. 분황사 - 경상북도 경주시 구황동 312 (조계종)
119. 불갑사 - 전라남도 영광군 불갑면 모악리 8 (조계종)
120. 불국사 - 경상북도 경주시 진현동 15 (조계종)
121. 불곡사 - 경상남도 창원시 성산구 대방동 1036-1 (법화종)
122. 불곡암 - 부산광역시 남구 대연4동 949-14 (조계종)
123. 불굴사 - 경상북도 경산시 와촌면 강학리 5 (조계종)
124. 불암사 - 경기도 남양주시 별내동 797 (조계종)
125. 불영사 - 경상북도 울진군 서면 하원리 120 (조계종)
126. 불영사 - 경상북도 청도군 매전면 용산리 산93 (조계종)
127. 불정사 - 전라북도 전주시 완산구 동서학동 산148-2 (태고종)
128. 불지사 - 전라북도 군산시 나포면 장산리 838 (조계종)
129. 불회사 - 전라남도 나주시 다도면 마산리 999 (조계종)
130. 비암사 - 세종특별자치시 전의면 다방리 4 (조계종)

## 사
1. 사나사 - 경기도 양평군 옥천면 용천리 304 (조계종)
2. 사자암 - 전라북도 익산시 금마면 신용리 609-1 (조계종)
3. 사자암 - 서울특별시 동작구 상도동 280 (조계종)
4. 사성암 - 전라남도 구례군 문척면 죽마리 산4 (조계종)
5. 산혜암 - 충청남도 홍성군 홍성읍 월산리 산1 (조계종)
6. 삼막사 - 경기도 안양시 만안구 석수동 241-54 (조계종)
7. 삼성암 - 경상남도 창녕군 계성면 사리 산78 (조계종)
8. 삼성암 - 서울특별시 강북구 수유동 산164-5 (조계종)
9. 삼장사 - 강원특별자치도 삼척시 성내동 8-1 (조계종)
10. 삼천사 - 서울특별시 은평구 진관동 산129-1 (조계종)
11. 삼화사 - 강원특별자치도 동해시 삼화동 산172 (조계종)
12. 상고암 - 충청북도 보은군 속리산면 사내리 산1-1 (조계종)
13. 상연대 - 경상남도 함양군 백전면 백운리 산78-1 (조계종)
14. 상운사 - 경기도 고양시 덕양구 북한동 370 (조계종)
15. 상원사 - 경기도 양평군 용문면 연수리 산73 (조계종)
16. 상원사 - 전라북도 고창군 고창읍 월곡리 480-10 (조계종)
17. 상원사 - 강원특별자치도 원주시 신림면 성남2리 1060 (조계종)
18. 상원사 - 강원특별자치도 춘천시 서면 덕두원리 54-3 (조계종)
19. 상이암 - 전북특별자치도 임실군 성수면 성수리 산85 (조계종)
20. 상주사 - 전북특별자치도 군산시 서수면 축동리 544 (조계종)
21. 상주포교당 - 경상북도 상주시 서성동 63 (조계종)
22. 상환암 - 충청북도 보은군 속리산면 사내리 산1-1 (조계종)
23. 쌍계사 - 전라남도 진도군 의신면 사천리 76 (조계종)
24. 쌍계사 - 경상남도 하동군 화개면 운수리 208 (조계종)
25. 쌍계사 - 경기도 안산시 대부북동 1058 (조계종)
26. 쌍계사 - 충청남도 논산시 양촌면 중산리 2-2 (조계종)
27. 쌍봉사 - 전라남도 화순군 이양면 증리 741 (조계종)
28. 쌍용사 - 전북특별자치도 김제시 금산면 쌍용리 396 (태고종)
29. 서고사 - 전북특별자치도 전주시 덕진구 만성동 84 (조계종)
30. 서광사 - 충청남도 서산시 읍내동 556 (조계종)
31. 서대사 - 충청남도 금산군 추부면 서대리 35 (태고종)
32. 서동사 - 전라남도 해남군 화원면 금평리 573 (조계종)
33. 서산사 - 전라남도 곡성군 곡성읍 교촌리 184-1 (조계종)
34. 서산사 - 전라남도 신안군 비금면 고서리 985-1 (법륜종)
35. 서악사 - 경상북도 안동시 태화동 605-1 (조계종)
36. 서악사 - 경상북도 예천군 예천읍 대심리 산13 (조계종)
37. 서천사 - 경기도 평택시 고덕면 방축리 103-1 (해동종)
38. 석굴암 - 경상북도 경주시 진현동 999 (조계종)
39. 석굴암 - 경기도 양주시 장흥면 교현리 산1 (조계종)
40. 석골사 - 경상남도 밀양시 산내면 원서리 454 (조계종)
41. 석남사 - 울산광역시 울주군 상북면 덕현리 1064 (조계종)
42. 석남사 - 경기도 안성시 금광면 상중리 508 (조계종)
43. 석림사 - 경기도 의정부시 장암동 산147 (조계종)
44. 선법사 - 경기도 하남시 교산동 55-1 (태고종)
45. 석불사 - 경상남도 창녕군 창녕읍 말흘리 산11 (법화종)
46. 석불사 - 전라북도 익산시 삼기면 연동리 220-2 (화엄종)
47. 석련사 - 충청남도 홍성군 구항면 오봉리 171-2 (조계종)
48. 석상암 - 전라북도 고창군 아산면 (조계종)
49. 석수암 - 경상북도 안동시 안기동 276 (조계종)
50. 석왕사 - 경기도 부천시 원미구 원미동 산29-30 (조계종)
51. 석종사 - 충청북도 충주시 직동 148-1 (대각회)
52. 석천사 - 전라남도 여수시 덕충동 1830 (조계종)
53. 석천암 - 충청북도 괴산군 청천면 삼송리 산25-1 (조계종)
54. 석천암 - 경기도 남양주시 별내동 산97 (조계종)
55. 석천암 -  충청남도 서산시 인지면 산동리 321-1 (총화종)
56. 석탄사 - 전라북도 정읍시 칠보면 반곡리 산389 (태고종)
57. 석탑사 - 경상북도 안동시 북후면 석탑리 837 (조계종)
58. 선국사 - 전라북도 남원시 산곡동 419 (조계종)
59. 선린사 - 전라북도 전주시 덕진구 인후동1가 산16-13 (태고종)
60. 선림사 - 충청남도 보령시 오천면 소성리 산5 (조계종)
61. 선본사 - 경상북도 경산시 와촌면 대한리 587 (조계종)
62. 선봉선원 - 경상북도 칠곡군 북삼면 숭오리 산1 (선학원)
63. 선석사 - 경상북도 성주군 월항면 인촌리 217 (조계종)
64. 선암사 - 전라남도 순천시 승주읍 죽학리 802  (태고종)
65. 선암사 - 부산광역시 부산진구 부암3동 628 (조계종)
66. 선운사 - 전북특별자치도 고창군 아산면 삼인리 500 (조계종)
67. 선원사 - 전북특별자치도 남원시 도통동 392-1 (조계종)
68. 선찰사 - 경상북도 안동시 길안면 천지리 574-3 (조계종)
69. 성관사 - 전라북도 장수군 장계면 금덕리 산32-2 (조계종)
70. 성덕암 - 경상남도 창원시 마산합포구 추산동 산1 (조계종)
71. 성도사 - 전라남도 해남군 북평면 동해리 산49-6 (원효종)
72. 성도암 - 전라남도 해남군 북평면 동해리 689 (태고종)
73. 성림사 - 충청북도 진천군 덕산면 산수리 산98 (태고종)
74. 성모암 - 전라북도 김제시 만경읍 화포리 389 (진묵대사유적진흥회)
75. 성불사 - 충청남도 천안시 동남구 안서동 106 (조계종)
76. 성암사 - 부산광역시 남구 문현1동 산74-1 (조계종)
77. 성전암 - 경상남도 진주시 이반성면 장안리 산31 (조계종)
78. 성조암 - 경상남도 김해시 삼정동 산2 (조계종)
79. 성주사 - 경상남도 창원시 성산구 천선동 102 (조계종)
80. 성혈사 - 경상북도 영주시 순흥면 덕현리 277 (조계종)
81. 성황사 - 전북특별자치도 부안군 부안읍 동중리 401 (조계종)
82. 성흥사 - 전라북도 군산시 성산면 둔덕리 산26-1  (태고종)
83. 성흥사 - 경상남도 창원시 진해구 대장동 180 (조계종)
84. 세심사 - 충청남도 아산시 염치읍 산양리 221 (조계종)
85. 세진암 - 경상남도 거제시 거제면 동상리 270-1 (조계종)
86. 소림사 - 서울특별시 종로구 홍지동 80-1 (조계종)
87. 소요사 - 전라북도 고창군 부안면 용산리 산148-1 (태고종)
88. 소재사 - 대구광역시 달성군 유가면 용리 4 (조계종)
89. 송계사 - 경상남도 거창군 북상면 소정리 1694 (조계종)
90. 송광사 - 전라남도 순천시 송광면 신평리 12 (조계종)
91. 송광사 - 전라북도 완주군 소양면 대흥리 569 (조계종)
92. 송광사포교당 - 전라남도 보성군 벌교읍 벌교리 208 (조계종)
93. 송광암 - 전라남도 고흥군 금산면 어전리 산74 (조계종)
94. 송덕암 - 충청남도 서산시 해미면 대곡리 602 (태고종)
95. 송불암 - 충청남도 논산시 연산면 연산리 489 (조계종)
96. 송림사 - 경상북도 칠곡군 동명면 구덕리 91-6 (조계종)
97. 송림사 - 충청북도 옥천군 옥천읍 문정리 408-4  (태고종)
98. 수국사 - 서울특별시 은평구 갈현동 314 (조계종)
99. 수다사 - 경상북도 구미시 무을면 상송리 12 (조계종)
100. 수덕사 - 충청남도 예산군 덕산면 사천리 산20 (조계종)
101. 수도사 - 경상북도 영천시 신령면 치산리 312 (조계종)
102. 수도사 - 경상남도 의령군 용덕면 이목리 636 (조계종)
103. 수도사 - 경기도 평택시 포승읍 원정리 산119-1 (조계종)
104. 수도암 - 전라남도 고흥군 두원면 운대리 산47 (조계종)
105. 수도암 - 전라남도 곡성군 옥과면 설옥리 613 (조계종)
106. 수도암 - 충청북도 음성군 소이면 충도리 78  (태고종)
107. 수리사 - 경기도 군포시 속달동 329 (조계종)
108. 수정사 - 경상북도 의성군 금성면 수정리 산1 (조계종)
109. 수정사 - 경상북도 청송군 파천면 송강리 2 (조계종)
110. 수정암 - 충청북도 보은군 속리산면 사내리 209 (조계종)
111. 수종사 - 경기도 남양주시 조안면 송촌리 1060 (조계종)
112. 수타사 - 강원특별자치도 홍천군 영귀미면 덕치리 산9 (조계종)
113. 수태사 - 대구광역시 군위군 의홍면 지호리 465 (조계종)
114. 숭림사 - 전북특별자치도 익산시 웅포면 송천리 5 (조계종)
115. 승가사 - 서울특별시 종로구 구기동 산1 (조계종)
116. 승련사 - 전북특별자치도 남원시 산동면 식련리 221번지 (선학원)
117. 승암사 - 전북특별자치도 전주시 완산구 교동1가 945 (태고종)
118. 신광사 - 전라북도 장수군 천천면 와룡리 38 (조계종)
119. 신광사 - 세종특별자치시 조치원읍 신안리 139 (조계종)
120. 신광사 - 광주광역시 북구 두암동 193 (조계종)
121. 신둔사 - 경상북도 청도군 화양읍 동천리 산657 (조계종)
122. 신안사 - 충청남도 금산군 제원면 신안리 52 (조계종)
123. 신영포교당 - 경상북도 영천시 신령면 완전리 769 (조계종)
124. 신원사 - 충청남도 공주시 계룡면 양화리 8 (조계종)
125. 심광사 - 대전광역시 동구 천동 106-1 (선학원)
126. 심원사 - 경상북도 문경시 농암면 내서리 산8 (조계종)
127. 신륵사 - 충청북도 제천시 덕산면 월악리 803-5 (조계종)
128. 신륵사 - 경기도 여주시 천송동 282 (조계종)
129. 신흥사 - 전라남도 완도군 완도읍 군내리 168 (조계종)
130. 신흥사 - 전라남도 장흥군 장흥읍 연산리 89-8 (조계종)
131. 신흥사 - 전라북도 임실군 관촌면 상월리 360 (조계종)
132. 신흥사 - 경상북도 김천시 농소면 봉곡리 15 (조계종)
133. 신흥사 - 경상북도 상주시 화북면 신흥리 526 (조계종)
134. 신흥사 - 경상북도 영천시 금호읍 신월리 204-7 (조계종)
135. 신흥사 - 경상남도 양산시 원동면 영포리 268 (조계종)
136. 신흥사 - 충청북도 충주시 엄정면 신만리 산3 (법화종)
137. 신흥사 - 경기도 이천시 장호원읍 선읍리 산93-1 (조계종)
138. 신흥사 - 경기도 화성시 서신면 상안리 산42-1 (조계종)
139. 신흥사 - 강원도 삼척시 근덕면 동막리 1332 (조계종)
140. 신흥사 - 강원도 속초시 설악동 산170 (조계종)
141. 신흥사 - 울산광역시 북구 대안동 739 (조계종)
142. 신흥암 - 대구광역시 군위군 우보면 달산리 772 (조계종)
143. 실상사 - 전북특별자치도 남원시 산내면 입석리 50 (조계종)
144. 실상사 - 전라북도 전주시 덕진구 진북동 89  (태고종)
145. 실상암 - 전북특별자치도 순창군 순창읍 순화리 671 (조계종)
146. 심경암 - 전북특별자치도 남원시 신촌동 124-2 (태고종)
147. 심곡사 - 전북특별자치도 익산시 낭산면 낭산리 산176 (조계종)
148. 심복사 - 경기도 평택시 현덕면 덕목리 115 (조계종)
149. 심원사 - 강원도 철원군 동송읍 상노리 72-1 (조계종)
150. 심적사 - 경상남도 산청군 산청읍 내리 1127 (조계종)
151. 심적정사 - 경상남도 산청군 산청읍 지리 2878 (조계종)
152. 심향사 - 전라남도 나주시 대호동 825 (조계종)

## 아
1. 안국사 - 전북특별자치도 무주군 적상면 괴목리 산184 (조계종)
2. 안심사 - 전북특별자치도 완주군 운주면 완창리 25 (조계종)
3. 안심사 - 충청북도 청주시 서원구 남이면 사동리 271 (조계종)
4. 안양사 - 경기도 안양시 만안구 석수동 산27 (태고종)
5. 안일사 - 대구광역시 남구 대명동 산225 (조계종)
6. 안적사 - 부산광역시 기장군 기장읍 내리 692 (조계종)
7. 안정사 - 경상남도 통영시 광도면 안정리 1888 (법화종)
8. 안흥사 - 경상북도 경산시 상방동 71 (조계종)
9. 압곡사 - 대구광역시 군위군 삼국유사면 낙전리 674 (조계종)
10. 약사사 - 전라남도 무안군 무안읍 성동리 842-9 (조계종)
11. 약사사 - 서울특별시 강서구 개화동 332-2 (조계종)
12. 약사사 - 광주광역시 동구 운림동 11 (조계종)
13. 약사사 - 경기도 성남시 중원구 은행동 산7-2 (여래종)
14. 약사사 - 경기도 평택시 안중읍 용성리 378 (조계종)
15. 약사암 - 경상북도 구미시 남통동 산33-1 (조계종)
16. 약수사 - 부산광역시 사상구 덕포2동 21-2 (법화종)
17. 약수암 - 서울특별시 관악구 삼성동 318 (조계종)
18. 약수암 - 전라북도 전주시 덕진구 우아동3가 461-15  (태고종)
19. 약수암 - 부산광역시 사상구 덕포2동 21-2 (법화종)
20. 약천사 - 제주특별자치도 서귀포시 대포동 1165번지 (조계종)
21. 양천암 - 경상남도 하동군 북천면 화정리 산3 (조계종)
22. 여래사 - 서울특별시 성북구 정릉3동 산87-1
23. 연곡사 - 전라남도 구례군 토지면 내동리 산54-1 (조계종)
24. 연등사 - 부산광역시 동구 좌천동 839-3 (조계종)
25. 연미사 - 경상북도 안동시 이천동 708-4 (조계종)
26. 연수사 - 경상남도 거창군 남상면 무촌리 40-1 (조계종)
27. 연수암 - 경상북도 상주시 연원동 195 (조계종)
28. 연지암 - 경상북도 경주시 외동읍 활성리 378 (조계종)
29. 연호사 - 경상남도 합천군 합천읍 합천리 203 (조계종)
30. 연화사 - 전라북도 남원시 이백면 효기리 126-1 (태고종)
31. 연화사 - 경상남도 진주시 옥봉북동 449-1 (조계종)
32. 연화사 - 세종특별자치시 연서면 월하리 1047 (태고종)
33. 연화사 - 충청북도 청주시 흥덕구 비하동 산10 (태고종)
34. 연화사 - 서울특별시 동대문구 회기동 109-1 (조계종)
35. 연흥사 - 전라남도 영광군 군남면 용암리 890 (조계종)
36. 염불암 - 경기도 안양시 만안구 석수동 산17 (태고종)
37. 영각사 - 경상남도 함양군 서상면 상남리 산1047 (조계종)
38. 영구암 - 경상남도 김해시 삼방동 874 (조계종)
39. 영국사 - 충청북도 영동군 양산면 누교리 1398 (조계종)
40. 영수사 - 충청북도 진천군 초평면 영구리 산542 (조계종)
41. 영암사 - 충청북도 영동군 심천면 심천리 238 (선교종)
42. 영원사 - 경기도 이천시 백사면 송말리 436 (조계종)
43. 영원사 - 강원도 원주시 판부면 금대2리 1388 (조계종)
44. 영월암 - 경기도 이천시 관고동 438 (조계종)
45. 영주암 - 부산광역시 수영구 망미1동 950 (조계종)
46. 영천사 - 충청북도 영동군 황간면 신흥리 28 (조계종)
47. 영랑사 - 충청남도 당진시 고대면 진관리 529 (조계종)
48. 영명사 - 경상북도 칠곡군 북삼면 숭오리 산31 (조계종)
49. 영봉사 - 경상북도 안동시 북후면 석탑리 1032 (조계종)
50. 영수암 - 충청남도 서천군 종천면 장구리 1 (조계종)
51. 영원사 - 경상남도 함양군 마천면 삼전리 953 (조계종)
52. 영월암 - 전라북도 장수군 산서면 봉서리 38 (조계종)
53. 영은사 - 충청남도 공주시 금성동 11-3 (조계종)
54. 영은사 - 강원도 삼척시 근덕면 궁촌리 924 (조계종)
55. 영주포교당 - 경상북도 영주시 영주4동 411-2 (조계종)
56. 영지사 - 경상북도 영천시 대창면 용호리 14 (조계종)
57. 영천사 - 강원도 원주시 태장1동 122-1 (조계종)
58. 영천암 - 충청남도 금산군 남이면 석동리 714 (조계종)
59. 영천포교당 - 경상북도 영천시 교촌동 237 (조계종)
60. 영탑사 - 충청남도 당진시 면천면 성하리 560 (조계종)
61. 영평사 - 세종특별자치시 장군면 산학리 441 (조계종)
62. 영혈사 - 강원특별자치도 양양군 양양읍 파일이리 산323 (조계종)
63. 영화사 - 서울특별시 광진구 구의동 9 (조계종)
64. 오덕사 - 충청남도 부여군 충화면 오덕리 284 (조계종)
65. 오봉암 - 충청남도 아산시 장존동 50 (조계종)
66. 오세암 - 강원특별자치도 인제군 북면 용대리 산75 (조계종)
67. 오어사 - 경상북도 포항시 남구 오천읍 항사리 34 (조계종)
68. 옥련사 - 전라남도 강진군 강진읍 덕남리 484-24 (조계종)
69. 옥련사 - 경상북도 의성군 안평면 삼춘리 1011 (조계종)
70. 옥련선원 - 부산광역시 수영구 민락동 372-2 (옥련선원)
71. 옥산사 - 경상북도 안동시 북후면 장기리 산14 (태고종)
72. 옥천사 - 경상남도 고성군 개천면 북평리 408 (조계종)
73. 옥천암 - 울산광역시 북구 연암동 50 (조계종)
74. 옥천암 - 전라북도 진안군 용담면 옥거리 산21 (조계종)
75. 옥천암 - 서울특별시 서대문구 홍은동 8 (조계종)
76. 옴천사 - 전라남도 강진군 옴천면 개산리 391 (선각종)
77. 용굴암 - 서울특별시 노원구 상계3·4동 산154-1 (조계종)
78. 용궁사 - 인천광역시 중구 운남동 667 (태고종)
79. 용담사 - 전라북도 남원시 주천면 용담리 298  (태고종)
80. 용담사 - 경상북도 안동시 길안면 금곡리 83 (조계종)
81. 용담사 - 충청남도 아산시 송악면 평촌리 산2-11  (태고종)
82. 용덕사 - 경기도 용인시 처인구 이동읍 묵리 산57 (조계종)
83. 용문사 - 대구광역시 달성군 화원읍 본리리 1137-1 (조계종)
84. 용문사 - 전라남도 여수시 화양면 용주리 1595 (조계종)
85. 용문사 - 경상남도 남해군 이동면 용소리 868 (조계종)
86. 용문사 - 경상북도 예천군 용문면 내지리 391 (조계종)
87. 용문사 - 경기도 양평군 용문면 신점리 625 (조계종)
88. 용봉사 - 충청남도 홍성군 흥북면 신경리 산80-3 (조계종)
89. 용봉사 - 전북특별자치도 김제시 용지면 봉의리 산18 (태고종)
90. 용상사 - 경기도 파주시 월롱면 덕은리 산137-1 (일승종)
91. 용암사 - 충청북도 옥천군 옥천읍 삼청리 산51-4 (조계종)
92. 용암사 - 충청북도 청주시 청원구 우암동 4-1 (태고종)
93. 용암사 - 서울특별시 은평구 진관동 산51 (선학원)
94. 용암사 - 충청남도 논산시 강경읍 채산리 331-4 (조계종)
95. 용암사 - 경기도 파주시 광탄면 용미리 산11 (조계종)
96. 용연사 - 강원특별자치도 강릉시 사천면 사기막리 821 (조계종)
97. 용연사 - 대구광역시 달성군 옥포읍 반송리 801 (조계종)
98. 용주사 - 경기도 화성시 송산동 188 (조계종)
99. 용천사 - 전라남도 함평군 해보면 광암리 415 (조계종)
100. 용천사 - 경상북도 청도군 각북면 오산리 1062 (조계종)
101. 용추사 - 경상남도 함양군 안의면 상원리 962 (조계종)
102. 용추사 - 전라남도 담양군 용면 용연리 838 (조계종)
103. 용화사 - 전라남도 담양군 담양읍 남산리 106  (태고종)
104. 용화사  - 경상남도 양산시 물금읍 물금리 595 (조계종)
105. 용화사 - 충청북도 진천군 진천읍 신정리 584 (조계종)
106. 용화사 - 충청북도 청주시 서원구 사직1동 216-1 (조계종)
107. 용화사  - 경상남도 통영시 봉평동 404 (조계종)
108. 용화사 - 전북특별자치도 고창군 대산면 연동리 산75 (태고종)
109. 용화사 - 전북특별자치도 부안군 행안면 역리 336-1  (태고종)
110. 용흥사 - 전라남도 담양군 월산면 용흥리 574 (조계종)
111. 용흥사 - 경상북도 상주시 지천동 713 (조계종)
112. 용화사 - 경상북도 김천시 봉산면 덕천리 502 (조계종)
113. 용화사 - 경상북도 상주시 함창읍 증촌리 258-3 (조계종)
114. 용화사 - 경기도 김포시 운양동 산96 (조계종)
115. 용화사 - 경기도 안성시 미양면 법전리 181 (조계종)
116. 우곡사 - 경상남도 창원시 의창구 동읍 단계리 7 (조계종)
117. 운대암 - 경상남도 남해군 창선면 옥천리 882 (조계종)
118. 운람사 - 경상북도 의성군 안평면 신안리 806 (조계종)
119. 운문사 - 경상북도 청도군 운문면 신원리 1789 (조계종)
120. 운수암 - 경기도 안성시 양성면 방신리 85 (조계종)
121. 운심사 - 전라북도 군산시 대야면 산원리 480 (태고종)
122. 운암사 - 경상남도 의령군 부림면 경산리 837 (조계종)
123. 운암사 - 경상북도 문경시 불정동 342 (조계종)
124. 운주사 - 전라남도 화순군 도암면 대초리 20 (조계종)
125. 운흥사 - 전라남도 나주시 다도면 암정리 972 (조계종)
126. 운흥사 - 대구광역시 달성군 가창면 오리 151 (조계종)
127. 운흥사 - 경상남도 고성군 하이면 와룡리 442 (조계종)
128. 원각사 - 전북특별자치도 김제시 요촌동 415 (태고종)
129. 원각사 - 경상북도 구미시 선산읍 노상리 159 (조계종)
130. 원각사 - 충청북도 제천시 남천동 151-1 (태고종)
131. 원각사 - 광주광역시 동구 금남로 4가 51 (조계종)
132. 원갑사 - 전라남도 무안군 해제면 산길리 676 (조계종)
133. 원등사 - 전북특별자치도 완주군 소양면 해월리 1 (조계종)
134. 원명사 - 경상남도 김해시 대동면 초정리 208 (조계종)
135. 원적사 - 경상북도 문경시 농암면 내서리 산1 (조계종)
136. 원통사 - 전북특별자치도 무주군 안성면 죽천리 산1 (조계종)
137. 원통사 - 서울특별시 도봉구 도봉1동 546 (조계종)
138. 원통사 - 경기도 포천시 일동면 유동리 산12 (조계종)
139. 원통암 - 충청북도 단양군 대강면 황정리 산28 (조계종)
140. 원효사 - 광주광역시 북구 금곡동 846 (조계종)
141. 원효사 - 경기도 의정부시 호원동 산92 (조계종)
142. 원효암 - 경상남도 양산시 상북면 대석리 1-1 (조계종)
143. 원효암 - 경상남도 함안군 군북면 사촌리 산70-1 (조계종)
144. 원효암 - 경상북도 경산시 와촌면 대한리 382 (조계종)
145. 원흥사 - 전라북도 장수군 산서면 마하리 177-1 (태고종)
146. 월리사 - 충청북도 청주시 상당구 문의면 문덕리 5 (조계종)
147. 월명사 - 충청북도 제천시 송학면 시곡리 산719-2  (태고종)
148. 월명사 - 부산광역시 기장군 일광읍 횡계리 산28-1  (태고종)
149. 월명암 - 전라북도 부안군 변산면 중계리 96-1 (조계종)
150. 월봉사 - 울산광역시 동구 화정동 60 (조계종)
151. 월성사 - 제주특별자치도 제주시 한경면 고산리 2923 (조계종)
152. 월정사 - 제주특별자치도 제주시 오라2동 656-2  (선학원)
153. 월정사 - 강원도 평창군 진부면 동산리 63 (조계종)
154. 위봉사 - 전라북도 완주군 소양면 대흥리 21 (조계종)
155. 유가사 - 대구광역시 달성군 유가읍 양리 144 (조계종)
156. 유금사 - 경상북도 영덕군 병곡면 금곡리 815 (조계종)
157. 유마사 - 전라남도 화순군 사평면 유마리 321 (조계종)
158. 유석사 - 경상북도 영주시 풍기읍 창락2리 산36 (조계종)
159. 유선사 - 전북특별자치도 정읍시 고부면 남복리 산2 (조계종)
160. 유하사 - 경상북도 안동시 와룡면 가구리 79 (조계종)
161. 유학사 - 경상남도 의령군 부림면 묵방리 49 (조계종)
162. 윤창암 - 충청남도 보령시 남포면 창동리 산41 (법륜종)
163. 율곡사 - 경상남도 산청군 신등면 율현리 1030 (조계종)
164. 은수사 - 전라북도 진안군 마령면 동촌리 6 (조계종)
165. 은석사 - 충청남도 천안시 동남구 북면 은지리 산1 (조계종)
166. 은적사 - 전라남도 해남군 마산면 장촌리 산44-3 (조계종)
167. 은적사 - 전라북도 군산시 소룡동 1332 (조계종)
168. 은적사 - 대구광역시 남구 봉덕동 1572 (조계종)
169. 은적암 - 전라남도 여수시 돌산읍 군내리4 (조계종)
170. 은하사 - 경상남도 김해시 삼방동 882 (조계종)
171. 은해사 - 경상북도 영천시 청통면 치일리 479 (조계종)
172. 응석사 - 경상남도 진주시 집현면 정평리 741 (조계종)
173. 의곡사 - 경상남도 진주시 상봉동 415-1 (조계종)
174. 의림사 - 경상남도 창원시 마산합포구 진북면 인곡리 439 (조계종)
175. 인각사 - 대구광역시 군위군 삼국유사면 화북리 612 (조계종)
176. 인왕사(영어판) - 서울특별시 종로구 무악동 산2 (본원종)
177. 인취사 - 충청남도 아산시 신창면 읍내리 84 (조계종)
178. 일락사 - 충청남도 서산시 해미면 황락리 3 (조계종)
179. 일선사 - 서울특별시 종로구 평창동 산6-1 (선학원)
180. 일출사 - 경상북도 안동시 녹전면 녹래리 741 (조계종)
181. 일출선원 - 경상북도 포항시 남구 동해면 중산리 산36 (천태종)
182. 임정사 - 경상북도 성주군 성주읍 경산리 105 (교화원)
183. 임허사 - 경상북도 포항시 북구 홍해읍 옥성리 131 (조계종)
184. 임휴사 - 대구광역시 달서구 상인동 1321 (조계종)
185. 일광사 - 전북특별자치도 정읍시 수성동 620-14 (태고종)
186. 일심사 - 전라남도 신안군 지도읍 읍내리 139 (태고종)
187. 일출암 - 전북특별자치도 전주시 덕진구 우아동1가 산226 (태고종)
188. 입석사 - 강원특별자치도 원주시 소초면 흥량3리 산1784 (조계종)

## 자
1. 자비사 - 경기도 평택시 팽성읍 객사리 75 (조계종)
2. 자명사 - 전북특별자치도 익산시 용안면 법성리 산70 (조계종)
3. 자운암 - 서울특별시 관악구 대학동 194-1 (태고종)
4. 자재암 - 경기도 동두천시 상봉암동 1 (조계종)
5. 장경사 - 경기도 광주시 중부면 산정리 22-1 (조계종)
6. 장곡사 - 충청남도 청양군 대치면 장곡리 15 (조계종)
7. 장락사 - 충청북도 제천시 장락동 64 (조계종)
8. 장안사 - 부산광역시 기장군 장안읍 장안리 598 (조계종)
9. 장안사 - 경상북도 예천군 용궁면 향석리 산54 (조계종)
10. 장육사 - 경상북도 영덕군 창수면 갈천리 120 (조계종)
11. 장유암 - 경상남도 김해시 대청동 산68-1 (조계종)
12. 장의사 - 경상남도 고성군 거류면 신룡리 1077 (조계종)
13. 장춘사 - 경상남도 함안군 칠북면 영동리 14 (조계종)
14. 적석사 - 인천광역시 강화군 내가면 고천리 210-3 (조계종)
15. 적조사 - 서울특별시 성북구 돈암동 593 (조계종)
16. 전등사 - 인천광역시 강화군 길상면 온수리 635 (조계종)
17. 정각사 - 충청남도 부여군 석성면 정각리 354 (조계종)
18. 정방사 - 충청북도 제천시 수산면 능강리 산52 (조계종)
19. 정법사 - 경상남도 창원시 마산합포구 추산동 65-2 (조계종)
20. 정법사 - 서울특별시 성북구 성북동 330-76 (선학원)
21. 정수암 - 부산광역시 금정구 금성동 5 (조계종)
22. 정수사 - 인천광역시 강화군 화도면 사기리 산85 (조계종)
23. 정수사 - 전라북도 완주군 상관면 마치리 137 (조계종)
24. 정수사 - 전라남도 강진군 대구면 용운리 26 (조계종)
25. 정심사 - 충청북도 충주시 단월동 산2-14 (태고종)
26. 정암사 - 강원도 정선군 고한읍 고한리 산213 (조계종)
27. 정암사 - 충청남도 홍성군 광천읍 담산리 산1 (조계종)
28. 정취암 - 경상남도 산청군 신등면 양전리 78 (조계종)
29. 정토사 - 전북특별자치도 정읍시 정우면 산북리 94 (조계종)
30. 정혜사 - 전북특별자치도 전주시 완산구 효자동 1가 4 (보문종)
31. 정혜사 - 전북특별자치도 정읍시 연지동 147  (태고종)
32. 정혜사 - 전라남도 순천시 서면 청소리 77 (조계종)
33. 정혜사 - 충청남도 청양군 장평면 화산리 486 (조계종)
34. 적천사 - 경상북도 청도군 청도읍 원리 981 (조계종)
35. 정수암 - 경상북도 의성군 구천면 장국리 (조계종)
36. 제2석굴암 - 경상북도 군위군 부계면 남산리 302 (무소속)
37. 제석사 - 경상북도 경산시 자인면 북사리 226-1 (조계종)
38. 제석사 - 제주특별자치도 제주시 이도2동 (조계종)
39. 조계사 - 서울특별시 종로구 견지동 45 (조계종)
40. 조앙사 - 전북특별자치도 김제시 만경면 화포리 431 (태고종)
41. 조왕사 - 충청남도 부여군 부여읍 동남리 20-3 (조계종)
42. 주사암 - 경상북도 경주시 서면 천촌리 1195 (조계종)
43. 주월사 - 경상북도 의성군 사곡면 양지리53 (조계종)
44. 죽림사 - 경상북도 영천시 금호읍 봉죽리 67 (조계종)
45. 죽림사 - 경상북도 청도군 화양읍 신봉리 산495 (조계종)
46. 죽림사 - 전라남도 나주시 남평읍 풍림리 산1 (조계종)
47. 죽림암 - 전라북도 임실군 임실읍 성가리 525 (조계종)
48. 죽림정사 - 전라남도 구례군 용방면 죽정리 824 (조계종)
49. 죽사 - 충청남도 서산시 인지면 성리 170 (조계종)
50. 중대암 - 충청남도 보령시 미산면 용수리 81-1 (조계종)
51. 중사자암 - 충청북도 보은군 속리산면 사내리 산1-1 (조계종)
52. 중화사 - 충청북도 영동군 영동읍 화신리 32 (조계종)
53. 증심사 - 광주광역시 동구 운림동 56 (조계종)
54. 지곡사 - 경상남도 산청군 산청읍 내리 772-5 (조계종)
55. 지림사 - 경상북도 봉화군 물야면 북지리 657-3 (무소속)
56. 지보사 - 대구광역시 군위군 군위읍 상곡리 280 (조계종)
57. 지장사 - 경상북도 의성군 안사면 월소리 559 (조계종)
58. 지장사 - 서울특별시 동작구 동작동 305 (조계종)
59. 지장암 - 전북특별자치도 군산시 개정면 아산리 102-5 (태고종)
60. 직지사 - 경상북도 김천시 대항면 운수리 216 (조계종)
61. 진관사 - 서울특별시 은평구 진관동 산1 (조계종)
62. 진불사 - 경상북도 포항시 남구 동해면 중흥리 80 (태고종)
63. 진불암 - 경상북도 영천시 신령면 치산리 산308-3 (조계종)
64. 진월사 - 경상북도 영주시 평은면 용혈리 1104 (조계종)
65. 진흥사 - 전라남도 해남군 현산면 조산리 84 (태고종)

## 차
1. 창녕포교당 - 경상남도 창녕군 창녕읍 말흘리 123-2 (조계종)
2. 창덕암 - 전북특별자치도 남원시 산동면 부절리 107 (태고종)
3. 창룡사 - 충청북도 충주시 직동 226 (조계종)
4. 채운암 - 충청북도 괴산군 청천면 화양리 412 (조계종)
5. 척판암 - 부산광역시 기장군 장안읍 장안리 산53-1 (조계종)
6. 천곡사 - 경상북도 포항시 북구 홍해읍 학천리 796 (조계종)
7. 천관사 - 전라남도 장흥군 관산읍 농안리 740 (조계종)
8. 천룡사 - 경상북도 경주시 내남면 용장리 887 (대각회)
9. 천룡사 - 경상북도 경주시 내남면 용장리 산138 (조계종)
10. 천보사 - 경기도 남양주시 별내동 797-1 (조계종)
11. 천왕사 - 제주특별자치도 제주시 노형동 산 20-17 (조계종)
12. 천성사 - 경상북도 봉화군 봉성면 금봉리 261 (태고종)
13. 천성암 - 경상북도 경산시 와촌면 대한리 산12 (법화종)
14. 천은사 - 강원특별자치도 삼척시 미로면 내미노리 785 (조계종)
15. 천은사 - 전라남도 구례군 광의면 방광리 70 (조계종)
16. 천장사 - 충청남도 서산시 고북면 장요리 산1 (조계종)
17. 천축사 - 서울특별시 도봉구 도봉1동 549 (조계종)
18. 천황사 - 전북특별자치도 진안군 정천면 갈용리 1428 (조계종)
19. 천황사 - 전라남도 영암군 영암읍 개신리 89-1 (법화종)
20. 청계사 - 경기도 의왕시 청계동 산11 (조계종)
21. 청계사 - 경상북도 상주시 화서면 하송리 310-2 (법화종)
22. 청곡사 - 경상남도 진주시 금산면 갈전리 18 (조계종)
23. 청량사 - 서울특별시 동대문구 청량리동 61 (조계종)
24. 청량사 - 경상북도 봉화군 명호면 북곡리 247 (조계종)
25. 청량사 - 부산광역시 강서구 명지동 445 (조계종)
26. 청련사 - 인천광역시 강화군 강화읍 국화리 550 (조계종)
27. 청련사 - 경기도 양주시 장흥면 권율로169
28. 청련암 - 경기도 수원시 장안구 조원동 474-1 (조계종)
29. 청련암 - 경상남도 창녕군 계성면 사리 852 (조계종)
30. 청룡사 - 경상북도 상주시 중동면 오상리 산200 (법화종)
31. 청룡사 - 경상북도 예천군 용문면 선리 521 (조계종)
32. 청룡사 - 전북특별자치도 김제시 금산면 금산리 산4-1 (조계종)
33. 청룡사 - 서울특별시 종로구 숭인동 17-1 (조계종)
34. 청룡사 - 경기도 안성시 서운면 청룡리 28 (조계종)
35. 청룡사 - 충청북도 청주시 흥덕구 수의동 507  (태고종)
36. 청룡사 - 충청북도 충주시 소태면 오량리 산33 (법화종)
37. 청송포교당 - 경상북도 청송군 청송읍 월막리 317-5 (조계종)
38. 청수암 - 인천광역시 강화군 강화읍 신문리 681-1 (조계종)
39. 청안사 - 세종특별자치시 전의면 양곡리 산33-1 (태고종)
40. 청암사 - 경상북도 김천시 증산면 평촌리 216 (조계종)
41. 청우사 - 대전광역시 서구 괴정동 15-4 (사단법인 대한생활불교회)
42. 청운사 - 전라북도 김제시 청하면 대청리 산91-2 (태고종)
43. 청원사 - 경기도 안성시 원곡면 성은리 397 (조계종)
44. 청평사 - 강원특별자치도 춘천시 북산면 청평 1리 675 (조계종)
45. 초암사 - 경상북도 영주시 순흥면 배점리 524 (조계종)
46. 축서사 - 경상북도 봉화군 물야면 개단리 1 (조계종)
47. 칠불사 - 경상남도 하동군 화개면 범왕리 1605 (조계종)
48. 칠장사 - 경기도 안성시 죽산면 칠장리 764 (조계종)

## 타
1. 탈골암 - 충청북도 보은군 속리산면 사내리 산1-12 (조계종)
2. 탑사 - 전라북도 진안군 마령면 동촌리 8 (태고종)
3. 태고사 - 경기도 고양시 덕양구 북한동 15  (태고종)
4. 태고사 - 충청남도 금산군 진산면 행정리 산29 (조계종)
5. 태국사 - 충청남도 태안군 근홍면 정죽리 1078 (조계종)
6. 태봉사 - 전북특별자치도 익산시 삼기면 연동리 495-1 (태고종)
7. 태안사 - 전라남도 곡성군 죽곡면 원달리 20 (조계종)
8. 태영사 - 전라남도 해남군 북평면 남창리 1228 (조계종)
9. 태을암 - 충청남도 태안군 태안읍 동문리 산42 (조계종)
10. 태평사 - 전라남도 나주시 노암면 영평리 37-1 (태고종)
11. 통도사 - 경상남도 양산시 하북면 지산리 583 (조계종)

## 파
1. 팔성사 - 전라북도 장수군 장수읍 용계리 1267 (조계종)
2. 파계사 - 대구광역시 동구 중대동 7 (조계종)
3. 팔달사 - 경기도 수원시 팔달구 팔달로3가 115 (조계종)
4. 표충사 - 경상남도 밀양시 단장면 구천리 산23 (조계종)

## 하
1. 하양포교당 - 경상북도 경산시 하양읍 도리리 91-2 (조계종)
2. 학도사 - 서울특별시 노원구 중계본동 산102 (조계종)
3. 학림사 - 경상북도 김천시 개령면 동부리 434 (조계종)
4. 학림사 - 서울특별시 노원구 상계3·4동 산152 (조계종)
5. 학림사 - 전라북도 완주군 봉동읍 은하리 942 (조계종)
6. 학림사 - 세종특별자치시 연서면 신대리 268-1 (선학원)
7. 학방암 - 경상남도 하동군 양보면 박달리 133-1 (조계종)
8. 학서암 - 전라남도 완도군 생일면 유서리 산89-1 (조계종)
9. 학선암 - 전북특별자치도 김제시 금산면 금산리 309 (조계종)
10. 학소암 - 전북특별자치도 전주시 완산구 평화동2가 산5-1 (조계종)
11. 한광사 - 경상북도 영천시 신령면 화남리 499 (법왕종)
12. 한산사 - 경상남도 하동군 악양면 평사리 산 47 (조계종)
13. 한산사 - 전라남도 여수시 봉산동 936 (조계종)
14. 한천사 - 경상북도 예천군 감천면 증거리 184 (조계종)
15. 향림사 - 전라남도 순천시 석현동 230 (태고종)
16. 향산사 - 전북특별자치도 무주군 무주읍 읍내리 721-1 (선학원)
17. 향일암 - 전라남도 여수시 돌산읍 율림리 7 (조계종)
18. 향천사 - 충청남도 예산군 예산읍 향천리 57 (조계종)
19. 해남사 - 울산광역시 중구 북정동 118 (조계종)
20. 해봉사 - 경상북도 포항시 남구 호미곶면 강사리 1066 (법화종)
21. 해운사 - 경상남도 구미시 남통동 산94 (조계종)
22. 해월암 - 전북특별자치도 임실군 오수면 대명리 725 (조계종)
23. 해은사 - 경상남도 김해시 어방동 964 (조계종)
24. 해인사 - 경상남도 합천군 가야면 치인리 10 (조계종)3
25. 현등사 - 경기도 가평군 조종면 운악리 산163 (조계종)
26. 현암사 - 충청북도 청주시 서원구 현도면 하석리 50-1 (조계종)
27. 현풍포교당 - 대구광역시 달성군 현풍읍 부리 382 (조계종)
28. 혜광사 - 경상북도 경산시 삼북동 222 (법화종)
29. 혜국사 - 경상북도 문경시 문경읍 상초리 13 (조계종)
30. 혜봉사 - 전북특별자치도 김제시 금구면 서도리 23-1 (태고종)
31. 혜원정사 - 부산광역시 연제구 연산4동 113-1 (조계종)
32. 호국사 - 경상남도 진주시 남성동 214-5 (조계종)
33. 호압사 - 서울특별시 금천구 시흥2동 234 (조계종)
34. 홍련암 - 강원특별자치도 양양군 강현면 진전리 산5-2 (조계종)
35. 홍룡사 - 경상남도 양산시 상북면 대석리 산1 (조계종)
36. 홍제사 - 경상남도 밀양시 무안면 무안리 901-4 (조계종)
37. 홍제사 - 경상북도 봉화군 소천면 고선리 127-6 (조계종)
38. 화계사 - 서울특별시 강북구 수유동 487 (조계종)
39. 화광사 - 경기도 수원시 팔달구 남수동 92 (조계종)
40. 화방사 - 경상남도 남해군 고현면 대곡리 1448 (조계종)
41. 화방사 - 전라남도 강진군 군동면 화산리 544 (조계종)
42. 화림사 - 충청북도 청주시 상당구 가덕면 병암리 산20-1 (태고종)
43. 화림선원 - 경기도 안산시 상록구 일동 산111 (조계종)
44. 화암사 - 강원특별자치도 고성군 토성면 신평리 476 (조계종)
45. 화암사 - 충청북도 음성군 원남면 덕정리 산36 (조계종)
46. 화암사 - 전북특별자치도 완주군 경천면 가천리 1078 (조계종)
47. 화암사 - 충청남도 예산군 신암면 용궁리 202 (조계종)
48. 화암사 - 충청남도 부여군 외산면 화성리 478-1 (태고종)
49. 화엄사 - 전라남도 구례군 마산면 황전리 12 (조계종)
50. 화장사 - 대구광역시 달성군 화원읍 천내리 516-1 (조계종)
51. 환성사 - 경상북도 경산시 하양읍 사기리 150 (조계종)
52. 황령사 - 경상북도 상주시 은척면 황령리 35 (조계종)
53. 황룡사 - 세종특별자치시 연동면 명학리 산31-1 (태고종)
54. 회룡사 - 경기도 의정부시 호원동 411 산89-1 (조계종)
55. 회암사 - 경기도 양주시 회암동 4 (조계종)
56. 흑석사 - 경상북도 영주시 이산면 석포리 1380 (조계종)
57. 흥국사 - 전라남도 여수시 중흥동 17 (조계종)
58. 흥국사 - 경기도 고양시 덕양구 지축동 203 (조계종)
59. 흥국사 - 경기도 남양주시 별내동 2331 (조계종)
60. 흥덕사 - 전라남도 고흥군 동강면 장덕리 610 (조계종)
61. 흥룡사 - 경기도 포천시 이동면 도평리 38 (조계종)
62. 흥륜사 - 전라남도 순천시 조곡동 278-2 (조계종)
63. 흥복사 - 전북특별자치도 김제시 흥사동 263 (조계종)
64. 흥부암 - 경상남도 김해시 외동 산2 (조계종)
65. 흥왕사 - 경기도 여주시 북내면 중암리 438 (조계종)
66. 흥주사 - 충청남도 태안군 태안읍 상옥리 (조계종)
67. 흥천사 - 서울특별시 성북구 돈암동 592 (조계종)
68. 희방사 - 경상북도 영주시 풍기읍 수철리 313-3 (조계종)